# شیخ ابراهیم، عراق
شیخ ابراهیم (به عربی: شیخ إبراهیم، العراق) یک منطقهٔ مسکونی در عراق است که در بخش تلعفر واقع شده‌است.